# Kossuth-Orden
Der Kossuth-Orden (ungarisch Kossuth Érdemrend) wurde am 19. Mai 1948 durch das ungarische Parlament von seinem Vorsitzenden Árpád Szakasits als letzter Orden des Königreichs Ungarn vor der Umwandlung zur Volksrepublik gestiftet. Die Verleihung erfolgte für hervorragende Verdienste um den Weltfrieden sowie für Verdienste um Kunst, Kultur, Wissenschaft und Bildung an In- und Ausländer. Benannt ist die Auszeichnung nach dem ungarischen Freiheitskämpfer Lajos Kossuth.

## Ordensklassen

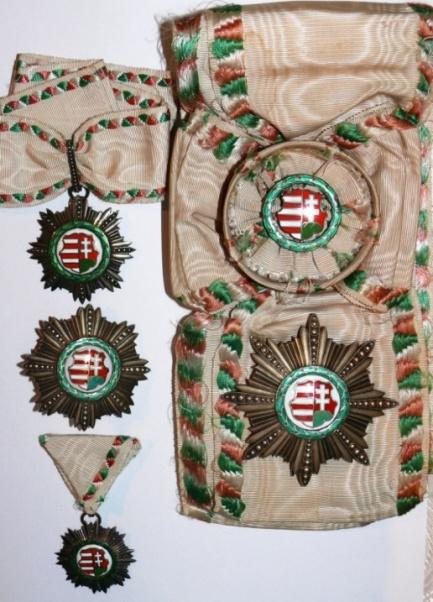
Die drei Klassen des Kossuth-Ordens

- I. Klasse
- II. Klasse
- III. Klasse

## Ordensdekoration
Das Ordenszeichen ist ein vergoldeter mehrstrahligen Stern, von denen acht Spitzen, je die waagerechten, senkrechten und diagonalen, mit einem Kugelornament verziert sind. In seiner Mitte ist ein Medaillon aufgelegt, das auf weißen Grund das farbige Wappen Ungarns mit Doppelkreuz auf dem Dreiberg zeigt. Umschlossen und begrenzt wird das Medaillon von einem grünen geschlossenen Lorbeerkranz mit roten Früchten, der im Uhrzeigersinn verläuft.

## Trageweise
Die I. Klasse besteht aus einer beigen Schärpe, deren Saum in den Nationalfarben Ungarns abwechselnd Rot-Weiß-Grün gehalten ist, und von der rechten Schulter zur linken Hüfte hin getragen wird. Auf der Schärpe ist eine Schleife aufgenäht, in deren Mitte eine Rosette mit dem Medaillon des Ordens angebracht ist. Zusätzlich wurde der Inhaber mit einem Bruststern auf der linken Brustseite dekoriert. Die II. Klasse wurde zunächst als Halsorden gestiftet, dann jedoch in einen verkleinerten Bruststern umgewandelt. Er ist ansonsten identisch mit dem Stern der I. Klasse. Auf seiner Rückseite ist eine waagerecht verlötete Nadel mit Gegenhaken angebracht. Die III. Klasse ist nochmals verkleinert und wird an einem Dreiecksband über der linken Brustseite des Beliehenen getragen. Die Farbgebung des Ordensbandes entspricht dem der Schärpe.